# روث اتینگ
روث اِتینگ (انگلیسی: Ruth Etting؛ ۲۳ نوامبر ۱۸۹۷ – ۲۴ سپتامبر ۱۹۷۸) یک هنرپیشه و خواننده اهل ایالات متحده آمریکا بود.